# Debby Hodgkinson
Pour les articles homonymes, voir Hodgkinson.
Pas d'image ? Cliquez ici

b Matchs officiels uniquement.
Debby Hodgkinson, née le 22 novembre 1980, est une joueuse internationale australienne de rugby à XV et de rugby à sept évoluant au poste de troisième ligne centre.
Internationale de 2002 à 2012, elle est élue meilleure joueuse du monde par l'IRB en 2009.

## Biographie
Elle évolue au niveau international de 2002 à 2012, en général au poste de troisième ligne centre. Avec l'équipe d'Australie, elle termine à la troisième place de la Coupe du monde 2010. 

## Distinctions personnelles
- Élue meilleure joueuse du monde en 2009 par l'IRB.